# Siège de Mayence (1793)
Pour les articles homonymes, voir Siège de Mayence.
Ne doit pas être confondu avec Siège de Mayence (1792).
Première Coalition
Batailles
Le siège de Mayence a lieu du 10 avril au 23 juillet 1793, pendant la guerre de la première coalition. La ville fortifiée de Mayence, investie en septembre 1792 par les Français, est assiégée victorieusement par les Prussiens et les Autrichiens en juillet 1793.

## Déroulement

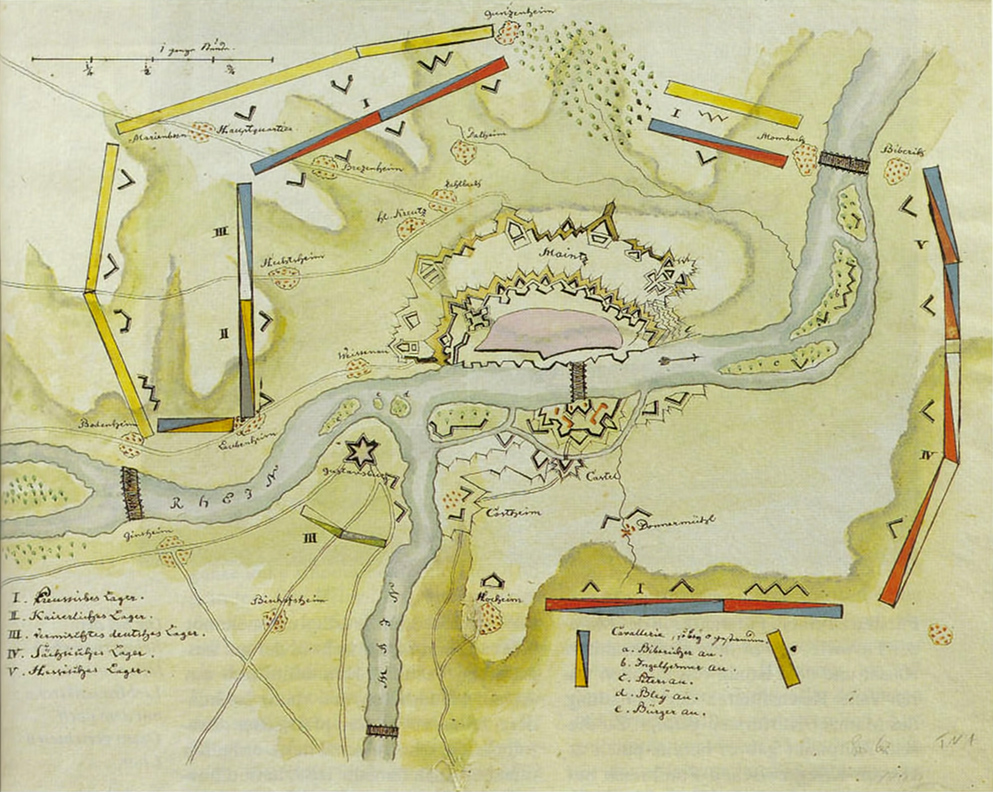
Plan du siège de Mayence.

La ville est encerclée le 14 avril 1793 par 32 000 soldats de la Première Coalition (en particulier des Prussiens) ; 23 000 Français défendaient la ville, ce qui suffisait pour tenir les fortifications, même lorsque les assiégeants reçurent 11 000 Autrichiens en renfort. D'abord les Prussiens tentèrent sans succès une série de manœuvres visant à s'emparer des forts. Puis dans la nuit du 17 juin 1793 ils entreprirent le bombardement de la ville. Cet épisode a été raconté en détail par Johann Wolfgang von Goethe dans son livre Die Belagerung von Mainz.
En ville, le siège et le bombardement suscitaient une tension croissante entre les citadins, la municipalité et l'état-major français qui, depuis le 2 avril, avait pratiquement pris le pouvoir. C'est ainsi que le 13 juillet la loi martiale fut instituée, irritant davantage la population restante. Les renforts ne parvenant pas, l'état-major dut se résigner le 17 juillet à des pourparlers avec l'assiégeant. Il capitula le 23 juillet, obtenant que les 18 000 soldats défendant encore la ville puissent repartir libres. En contrepartie, l'état-major promit de ne plus s'attaquer aux armées étrangères. L'armée défaite, menée par le général Kléber, arriva à Nantes le 6 septembre. La forteresse de Mayence devint ainsi un avant-poste prussien.

## Conséquences
Le bombardement avait défiguré la ville : de vénérables hôtels particuliers, bourgeois ou nobles, la folie La Favorite, le prieuré, la prévôté de la cathédrale de Mayence, les églises Sainte-Marie aux Marches, l'ancien cloître dominicain de Mayence et des jésuites avaient disparu à jamais.
À plus long terme, le siège et l'occupation avaient détourné les structures et les symboles nobiliaires de leur signification première. C'est ainsi que les événements de l'année 1793 marquèrent le déclin de la noblesse de Mayence : la ville perdit son statut de siège de l'archevêché, de l'électorat de Mayence et par là-même son meilleur atout.

## Articles de la capitulation
Proposée par le général d’Oyré commandant en chef de Mayence, Cassel et les postes qui s'y rapportent, et signée par le général prussien Kalkreuth à Marienborn, le 23 juillet 1793. Le traité comporte quatorze articles, dont deux furent refusés ou acceptés sous certaines conditions.
« 
Article I.
L’armée française livrera à S.M. le Roi de Prusse la ville de Mayence et Cassel ainsi que leurs fortifications et tous les postes qui en dépendent dans leur état actuel avec les bouches à feu, les réserves de munitions et vivres, hormis les objets réservés ci-après.
Article II.
La garnison sortira avec tous les honneurs de la guerre, emportant ses armes, ses bagages et autres effets appartenant en propre aux individus de la garnison et des vivres pour sa route.
(En marge, la précision : « Accordé, à condition que la garnison ne servira point durant un an contre les armées des puissances coalisées », et sous réserve de droit de visite des chariots couverts.)
Article III.
Il sera accordé à la garnison d’emmener avec elle ses pièces de campagne et ses caissons
(refusé).
Suivent des articles fixant le sort des chevaux et voitures, ainsi que le délai pour quitter la place.
Article IV.
L’échange de la monnaie de siège, l’ordre de marche pour la France, le transport des malades et blessés. Défense est faite aux habitants hors de Mayence d’y rentrer avant l’entière évacuation de l’armée française. Sont prévues l’occupation par « l’armée assiégeante » des forts, et la nomination d’un commissaire des guerres pour la remise des magasins.
- admis.
Article V.
Les forces d'occupation demeurent dans la citadelle 48 heures après de la capitulation, et si ce délai ne suffit pas à l'évacuation des dernières divisions, une prolongation de 24 heures sera garantie.
- admis.
Article VI.
Il est permis au commandant de la ville de dépêcher un ou plusieurs plénipotentiaires munis de laissez-passers visés de Sa Majesté Royale de Prusse, afin de ramener les sommes nécessaires au paiement des dettes de l'armée, et jusqu'au paiement de ces dettes, ou jusqu'à ce qu'une modification de cet accord intervienne, les forces d'occupation fournissent des otages, qui pourront compter sur la protection de Sa Majesté Royale.
- admis.
Article VII.
Les forces d'occupation de Mayence et les postes qui en dépendent, dès leur retrait, prennent immédiatement le chemin de la France en plusieurs colonnes séparées et en plusieurs fois. Chaque colonne bénéficiera pour sa sécurité d'une escorte prussienne jusqu'aux frontières. Le général d'Oyré a la permission de dépêcher officiers d'ordonnance et commissaires de guerre pour assurer l'approvisionnement et l'hébergement des troupes françaises.
- admis.
Article VIII.
Au cas où les chevaux et les chariots de l'armée française concernés par les points précédents ne suffiraient pas au déménagement de leurs campements et au transport de leur matériel, on leur en procurera en quantité dans les pays qu'ils traverseront.
- admis.
Article IX.
Dans la mesure où les malades, et singulièrement les blessés ne peuvent être transportés à travers le pays sans mettre leur vie en péril, les bateaux utiles à leur évacuation seront affrétés aux frais de la nation française, pour les faire amener à Thionville et Metz, et pour prodiguer à ces valeureuses victimes les soins nécessaires.
- admis.
Article X.
Il est interdit à tout Mayençais, qui pour le moment se trouve à l'extérieur de la ville, d'y retourner avant le retrait complet des forces d'occupation françaises.
- accepté.
Article XI.

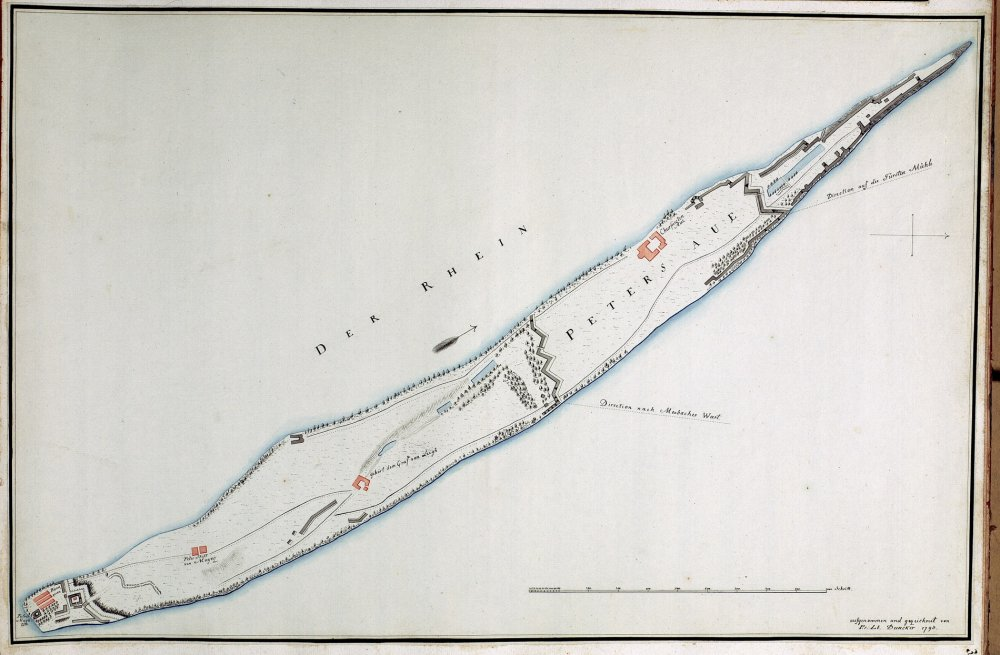
Île Saint-Pierre.

Dès la signature de la capitulation, les assiégeants peuvent prendre possession avec leurs troupes des avant-postes suivants : le fort-Charles, le fort des Wallons, le fort-Élisabeth, le fort-Saint-Philippe, la double tenaille, le Linsenberg, l'Hauptstein, le fort de Mars, l'île Saint-Pierre, et les deux portes de Kastel menant à Francfort et Wiesbaden. Elles pourront également, à côté des forces françaises,occuper le Neutor et l'extrémité du pont sur la rive droite du Rhin.
- accepté.
Article XII.

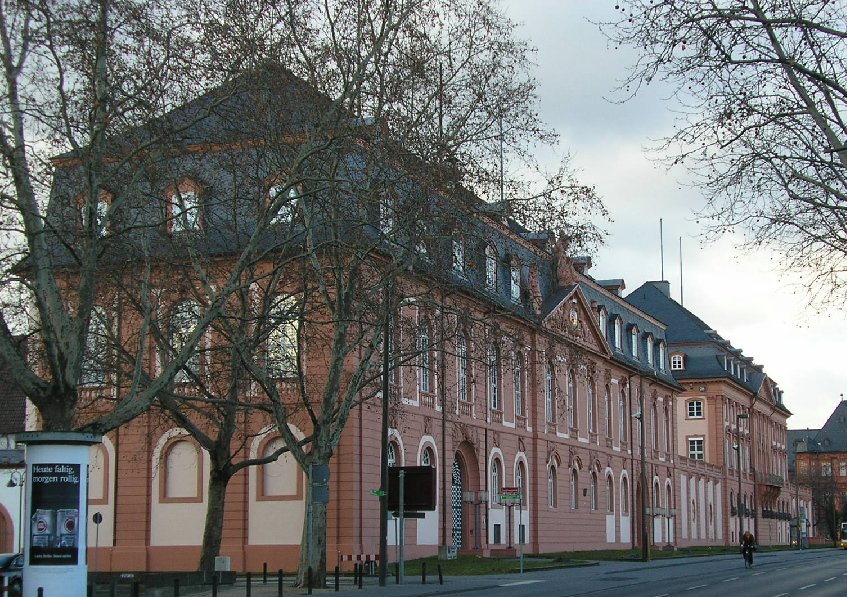
Le nouvel arsenal et le hôtel de l'ordre teutonique à Mayence.

Le colonel Douay, commandant du train, son adjoint le lieutenant-colonel la Riboissure, et le lieutenant-colonel Varin, commandant le génie, remettront leurs plans, armes, munitions etc. sans délai au Chef de l'artillerie et du génie de l'armée prussienne, d'après les conditions de reddition qui les engagent.
- accepté.
Article XIII.
On nommera en outre un commissaire de guerre pour la restitution des magasins et des munitions qui s'y trouvent.
Article additionnel : XIV
Les déserteurs des armées alliées seront remis sans faute.
fait à Marienborn, le 22 juillet 1793
signé comte von Kalckreuth
signé d'Oyre »

## Personnalités du siège de Mayence

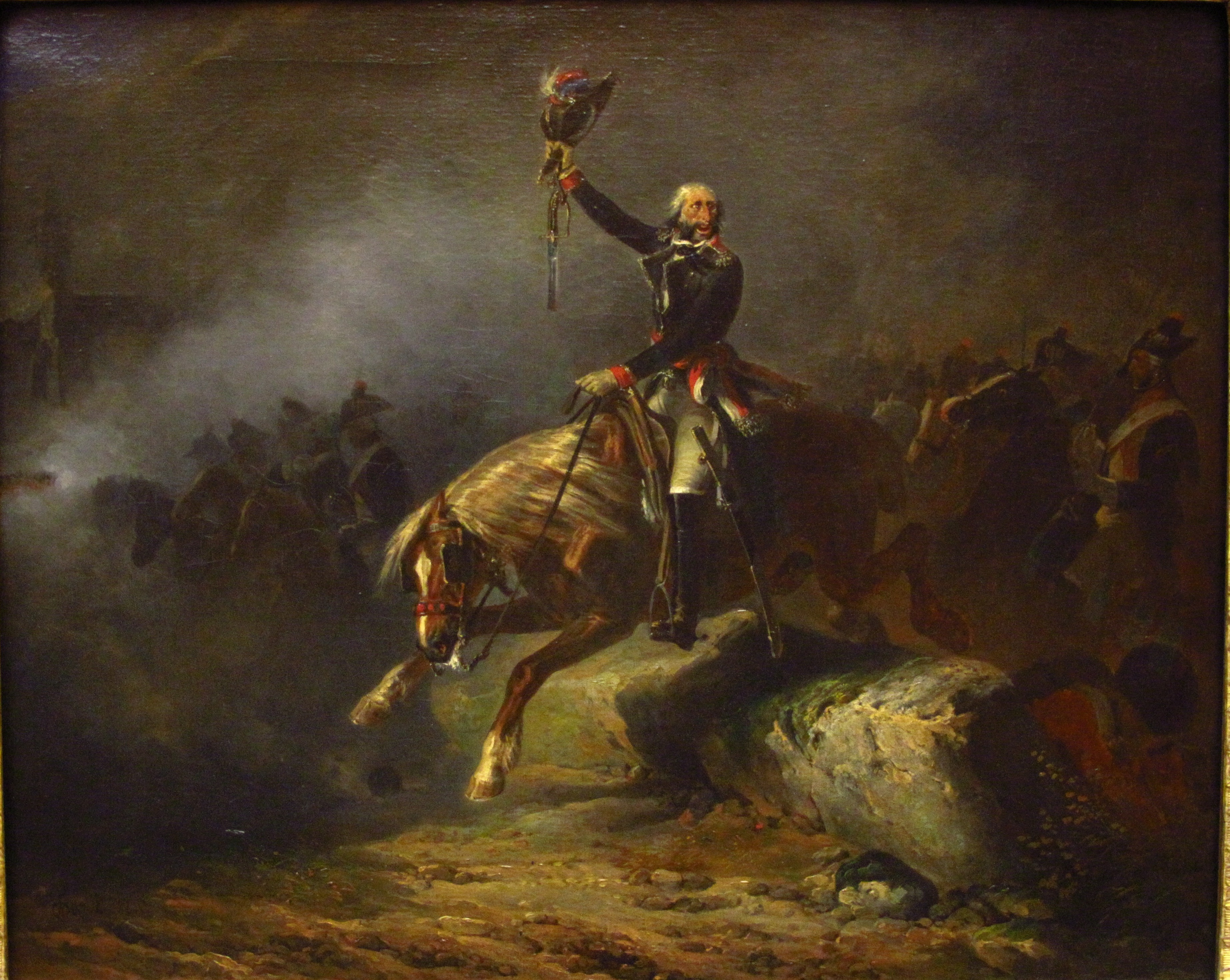
Merlin de Thionville à la tête de l'armée du Rhin.

- Friedrich Wilhelm Bülow von Dennewitz,  capitaine, devenu en 1793 gouverneur du Prince Louis Ferdinand de Prusse. Il sera pendant les guerres napoléoniennes, général en chef de l'infanterie prussienne. Il deviendra célèbre par la part active qu'il prit aux grandes luttes de la Prusse contre Napoléon. Il se distingua lors de la campagne de 1813 et prit une grande part aux batailles de Leipzig (1813) et Waterloo (1815). Il est le frère d'Heinrich von Bülow.
- Louis Ferdinand de Prusse, prince prussien mort à la bataille de Saalfeld en 1806 à 33 ans.
- Carl von Clausewitz, écrivain prolifique et stratège, il est l'auteur en particulier d'un traité majeur de stratégie militaire intitulé De la guerre.
- Heinrich von Kleist, écrivain et poète prussien. Il participe au siège en tant que caporal[3] au régiment de la Garde de Potsdam.
- Ernst von Rüchel, commande un corps austro-prussien pendant le siège de Mayence et (en tant que commandant du IIIe bataillon de la Garde) est le supérieur hiérarchique de Friedrich Christian Laukhard (de) et Heinrich von Kleist). Élève de Frédéric II, il n'obtint pourtant que des succès limités au cours des guerres révolutionnaires. Plus encore que la défaite d'Iéna contre Napoléon en 1806, dont on lui fit reproche, c'est son abstention dans le mouvement de réforme de l'armée après 1807, œuvre d'une génération d'officiers plus jeunes, qui entraîna sa disgrâce et son retrait des affaires après 1813.
- comte Friedrich Adolf von Kalckreuth
- Johann Wolfgang von Goethe, considéré comme l'homme de lettres allemand le plus célèbre.
- François Ignace Ervoil d'Oyré, général en chef de Mayence
- Jean-Frédéric Simon, commissaire national du pouvoir exécutif pour Mayence et les pays du Rhin
- François-Étienne de Damas
- Antoine Merlin de Thionville
- Jean-Baptiste Kléber, engagé dans l'armée du Rhin. Il s'illustre dans la défense de la ville de Mayence assiégée en 1793.
- François-Christophe Kellermann, employé ensuite sous les ordres du général Custine.
- Louis Baraguey d'Hilliers
- Jean-Baptiste Annibal Aubert du Bayet (né 19 août 1757 – † 7 décembre 1797), homme politique et général français.
- Jean-Baptiste Charles Bouchotte (1770 – 1852), officier supérieur du Premier Empire.
- Simon François Gay de Vernon, officier du génie militaire.
- Armand Samuel de Montescot, général français, né à Tours en 1758, commandait en chef le génie à Mayence.
- Augustin Gabriel, comte d'Aboville, né le 20 mars 1773 à La Fère (Aisne), mort le 15 août 1821, chef de bataillon et la sous-direction de l’artillerie de Mayence.
- Jean-Jacques Ambert, général de division. En 1793, il combattit les Prussiens comme chef du 2e bataillon du Lot. Nommé général de brigade, puis général de division le 28 novembre 1793 aux armées de Rhin-et-Moselle, de Mayence et d'Italie.
- Jean Ernest de Beurmann (le baron de), né le 25 octobre 1775, à Strasbourg. Soldat dès sa plus tendre jeunesse, il devint rapidement sous-lieutenant en 1790, lieutenant en 1791 et capitaine en 1792 ; il se trouva au siège de Mayence.
- Le baron Roch Godart, né le 30 avril 1761 à Arras servit au blocus de Mayence.
- François de Chasseloup-Laubat, né en 1754 à Saint-Sornin en Saintonge, d'une famille déjà illustrée dans les armes, mort le 6 octobre 1837 à Paris. Il organisa la défense du Rhin à Mayence.
- Charles Mathieu Isidore Decaen, général français, né en 1769 à Caen, mort en 1832, était fils d'un huissier au bailliage de Caen. II s'enrôle en 1792, se signale l'année suivante à Mayence sous les yeux de Kléber.
- Pierre Claude Pajot, dit Pajol (né à Besançon le 3 février 1772 – mort à Paris le 20 mars 1844), fut une grande figure de la cavalerie légère de Napoléon.
- Jean-François Moulin, né à Caen en 1752 et mort en 1810, est un général de la Révolution française. Il est gouverneur de Mayence sous le Premier Empire.
- Alexandre François Marie de Beauharnais, il devenait général en chef de l'armée du Rhin. Le 13 juin 1793, il fut nommé ministre de la Guerre, mais il refusa. Après la perte de Mayence, il démissionna et rentra.
- Jean Ambroise Baston de Lariboisière
- Marc Amand Élisée Scherb
- 57e régiment d'infanterie de ligne
- 9e régiment d'infanterie de ligne
- 5e Régiment de Hussards
- 117e régiment d'infanterie (de)
- 13e bataillon de volontaires des Vosges avec Jean Joseph Amable Humbert

## Notes et références

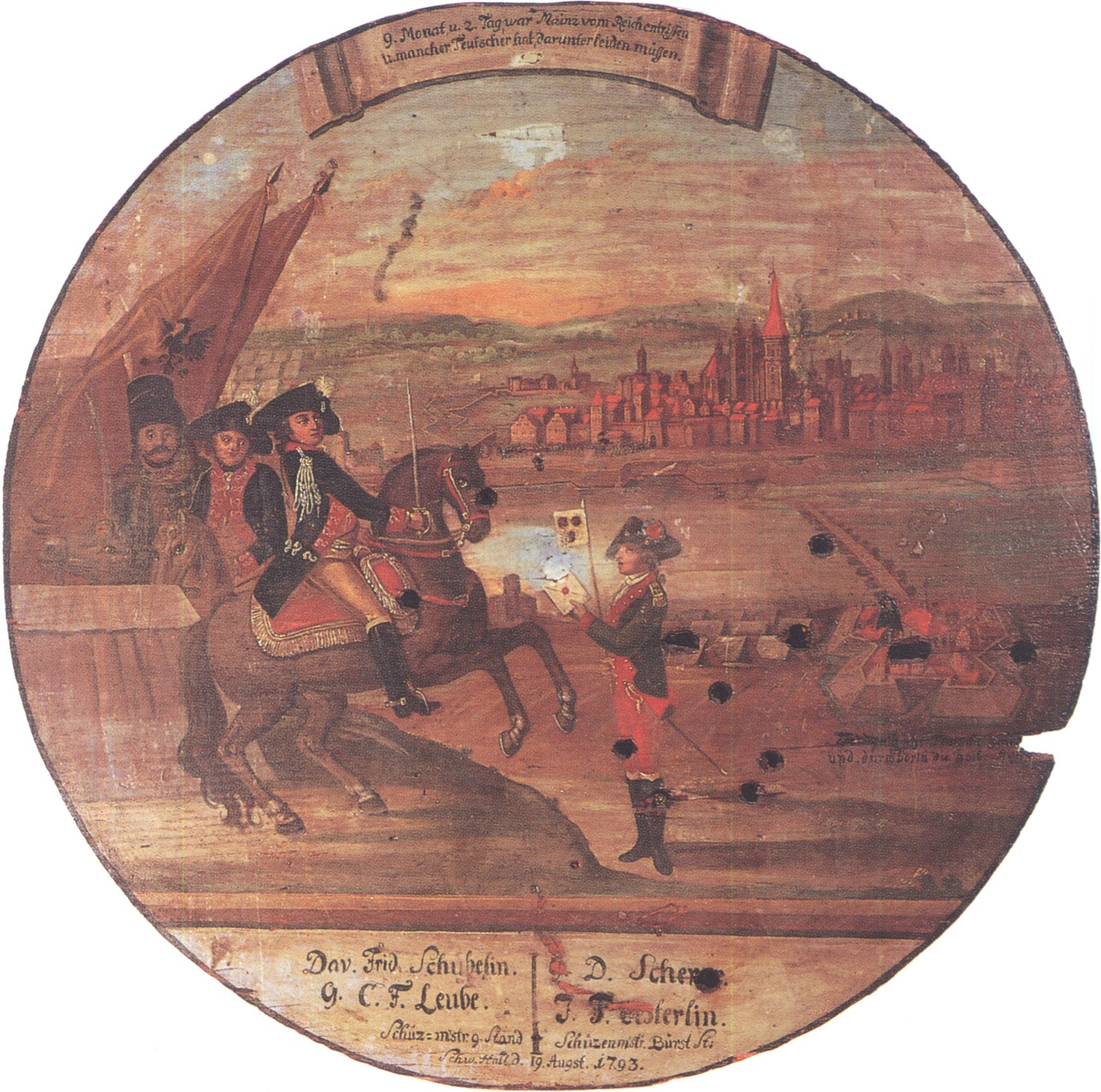
La capitulation de Mayence, 1793, cible huile sur bois.

## Littérature
- Arthur Chuquet Les Guerres de la Révolution : 7. Mayence (1792-1793), 1892.
- Schmittlein,Raymond Un Récit de Guerre de Goethe le Siège de Mayence II, Éditions Art et Science, Mayence, 1951.
- D. Smith, The Greenhill Napoleonic Wars Data Book, Greenhill Books, 1998.
- (de) Johann Wolfgang von Goethe Die Belagerung von Mainz.
- Mainz - Die Geschichte der Stadt - Mayence - Histoire de la ville, éditeurs : Franz Dumont, Ferdinand Scherf, Friedrich Schütz, 1. Aufl., éditeur Philipp von Zabern, Mainz, 1998.
- Franz Dumont « Une Révolution rurale sur le Rhin ? L’exemple de la république de Mayence en 1792/93 », dans L’image de Révolution française, Volume II, dirigé par Michel Vovelle, communications présentées lors du Congrès Mondial pour le Bicentenaire de la Révolution. Sorbonne, Paris 6 – 12 juillet 1989.